# ديسكوكلوسوس بيكتوس
ديسكوكلوسوس بيكتوس (ويسمى أيضاً الضفدع المتوسطي الملون) هو نوع من الضفادع من عائلة ضفاجيات.

## أماكن التواجد
تم العثور على ديسكوكلوسوس بيكتوس في منطقة البحر الأبيض المتوسط بأفريقيا في شمال شرق المغرب وشمال الجزائر وتونس في جزر صقلية (إيطاليا) ومالطا.

## الوصف
كما يوحي الاسم الشائع، يمكن أن يكون لهذه الضفادع علامات ملونة. هناك ثلاثة اختلافات في الأنماط في هذا النوع: ملونة بشكل موحد تقريبًا، وذات البقع الداكنة الكبيرة ذات الحواف الساطعة وذات الشريطين الطوليين البني الداكن، شريط واحد لامع على الظهر وشريطين لامعين على الجانبين. البطن أبيض. الجسم قوي البنية ورأسه مسطح أعرض من الطول. يتم ترتيب الغدد الظهرية في أنماط طولية على طول الظهر، أو يمكن أن تكون غائبة.